# I cento passi
I cento passi is een Italiaanse film uit 2000 geregisseerd door Marco Tullio Giordana. De hoofdrollen worden vertolkt door Luigi Lo Cascio en Luigi Maria Burruano. De film is gebaseerd op het waargebeurde verhaal van Peppino Impastato.
I cento passi werd in première vertoond tijdens het Filmfestival van Venetië en won onder andere de prijs voor beste film. De film won ook vier "David di Donatello"-awards en kreeg een Golden Globe-nominatie voor beste buitenlandse film.

## Verhaal
De film gaat over het leven van de Italiaanse politicus en anti-maffiastrijder Peppino Impastato. Zijn vader, Luigi Impastato, is een maffioso in het Siciliaans dorp Cinisi. Peppino komt al vroeg in opstand tegen zijn vader en de intriges van de maffia. Hij sluit zich aan bij de communisten, organiseert culturele manifestaties en richt een radiostation op. Hij verzet zich tegen de maffia en bespot zijn oom, een machtige maffioso, en tekent daarmee zijn eigen doodvonnis. Hij stelt zich kandidaat bij de gemeenteverkiezingen maar wordt kort nadien vermoord door de maffia.

## Rolverdeling
| Acteur               | Personage           |
| -------------------- | ------------------- |
| Luigi Lo Cascio      | Peppino Impastato   |
| Luigi Maria Burruano | Luigi Impastato     |
| Lucia Sardo          | Felicia Impastato   |
| Paolo Briguglia      | Giovanni Impastato  |
| Tony Sperandeo       | Gaetano Badalamenti |
| Andrea Tidona        | Stefano Venuti      |
| Claudio Gioè         | Salvo Vitale        |
| Domenico Centamore   | Vito                |
| Antonino Bruschetta  | Neef Anthony        |
| Paola Pace           | Cosima              |

## Achtergrond
Peppino Impastato stierf op 9 mei 1978, dezelfde dag waarop de politicus Aldo Moro vermoord werd. Het verhaal van Peppino blijft onbekend voor meer dan twintig jaar tot wanneer de film is uitgekomen.
Voor de regisseur Marco Tulio Giordana is deze film een bekroning vanwege zijn keuze over de "donkere jaren" van Italië, wat erg werd geapprecieerd. Dat stond hem toe om in 2003 de film La Meglio Gioventù te maken, waarin Lo Cascio ook meespeelt.

## Prijzen en nominaties
- 2000 - Audience Award
  - Gewonnen: Beste film
- 2000 - Filmfestival van Venetië
  - Gewonnen: Beste film
  - Gewonnen: Beste scenario
  - Gewonnen: Pasinetti Award
  - Genomineerd: Gouden Leeuw
- 2001 - Golden Iris
  - Gewonnen: Beste regisseur (Marco Tulio Giordana)
- 2001 - Silver Iris
  - Gewonnen: Beste scenario
- 2001 - David di Donatello
  - Gewonnen: Beste acteur (Luigi Lo Cascio)
  - Gewonnen: Beste mannelijke bijrol (Tony Sperandeo)
  - Gewonnen: Beste scenario
  - Gewonnen: Beste kostuums
  - Genomineerd: Beste film
  - Genomineerd: Beste regisseur (Marco Tulio Giordana)
  - Genomineerd: Beste camerawerk (Roberto Forza)
  - Genomineerd: Beste montage (Roberto Missiroli)
  - Genomineerd: Beste productie (Fabrizio Mosca)
  - Genomineerd: Beste geluid (Fulgenzio Ceccon)
- 2001 - Golden Globe
  - Genomineerd: Beste buitenlandse film
- 2001 - Silver Ribbon
  - Gewonnen: Beste scenario
  - Genomineerd: Beste regisseur (Marco Tulio Giordana)
  - Genomineerd: Beste acteur (Luigi Lo Cascio)
  - Genomineerd: Beste mannelijke bijrol (Luigi Maria Burruano)
  - Genomineerd: Beste vrouwelijke bijrol (Lucia Sardo)
  - Genomineerd: Beste montage (Roberto Missiroli)
  - Genomineerd: Beste productie (Fabrizio Mosca)

## Weetjes
- I cento passi verwijst naar de afstand (100 stappen) tussen het huis van Peppino Impastato en van het huis van de maffiabaas Tano Badalamenti.
- De Italiaanse muziekgroep Modena City Ramblers droeg het liedje "I cento passi" op aan Peppino Impastato.
- I cento passi is het filmdebuut van Luigi Lo Cascio, die werd gekozen vanwege zijn gelijkenis met Peppino Impastato. Hij won meteen de "David di Donatello" voor beste acteur en behoort daarmee tot de Italiaanse topacteurs.